# Gwak Dong-han
Gwak Dong-han est un judoka sud-coréen né le 20 avril 1992 à Pohang. 

## Carrière
Évoluant dans la catégorie des moins de 90 kg, il est médaillé d'argent aux Championnats d'Asie de judo 2013 à Bangkok, médaillé d'or individuel et médaillé d'argent par équipes à l'Universiade d'été de 2013 à Kazan, médaillé de bronze en individuel et médaillé d'or par équipes aux Jeux asiatiques de 2014 à Incheon, puis médaillé d'or aux Championnats d'Asie de judo 2015 à Koweït, à l'Universiade d'été de 2015 à Gwangju et aux Championnats du monde de judo 2015 à Astana.
Il a remporté une médaille de bronze en moins de 90 kg aux Jeux olympiques d'été de 2016 à Rio de Janeiro, une médaille d'or à l'Universiade d'été de 2017 à Taipei puis une médaille de bronze aux Championnats du monde de judo 2017 à Budapest.